# Ксензов, Максим Юрьевич
Максим Юрьевич Ксензов (род. 4 мая 1973 года, Запорожье, Украинская ССР, СССР) — российский государственный деятель. Действительный государственный советник 3 класса. Входит в Совет Фонда кино и совет директоров киностудии «Ленфильм», в прошлом — заместитель главы Роскомнадзора и заместитель министра культуры РФ. Президент Московской федерации гандбола.

## Биография
Ксензов родился 4 мая 1973 года в городе Запорожье Украинской ССР. Высшее образование получил в московской Военно-воздушной инженерной академии имени Н. Е. Жуковского, которую окончил в 1995 году по специальности «Радиоинженер-исследователь». С 1995 по 1997 год работал младшим научным сотрудником Центрального научно-исследовательского института Министерства обороны. В 1997 году перешёл в администрацию Тюменской области, где последовательно занимал должности председателя Комитета связи и информатизации и директора Департамента информации и региональных отношений. 
Входил в состав Совета директоров ОАО «ТюменьТелеком». В 2001—2004 годах Ксензов работал в компании-операторе спутниковой связи «Газком» (с 1 декабря 2008 года — «Газпром космические системы») на позициях директора по внешним связям, заместителя коммерческого директора и советника генерального директора по работе с федеральными и региональными органами власти и крупными корпоративными клиентами. Принимал непосредственное участие в создании  и эксплуатации спутников связи и вещания «Ямал-201» и «Ямал-202».
В 2004 году он возглавил Управление лицензирования Федеральной службы по надзору за соблюдением законодательства в области охраны культурного наследия (Росохранкультуры), на тот момент отвечавшей за регулирование СМИ, затем Управление разрешительной работы в сфере массовых коммуникаций Россвязьохранкультуры, впоследствии реорганизованной в Россвязькомнадзор, позднее — Роскомнадзор.
В июле 2012 года Ксензов был назначен заместителем руководителя Роскомнадзора, в его ведении оказались Управление разрешительной работы, контроля и надзора в сфере массовых коммуникаций и Управление контроля и надзора в сфере электронных коммуникаций. Ксензов отвечал за регулирование деятельности СМИ, а также усилившийся с 2012 года контроль над интернетом, в том числе реестр запрещённых сайтов. В статье-расследовании «Как устроен Роскомнадзор», опубликованной интернет-изданием Meduza, отмечалось, что Ксензов выступал главным публичным лицом ведомства и принимал окончательное решение о внесении сайтов в список блокировки. Со ссылкой на анонимный источник, знакомый с ситуацией в Роскомнадзоре, автор также упоминал тесное взаимодействие Ксензова с Администрацией Президента. Косвенно эти сведения подтверждались предполагаемой перепиской Ксензова и заместителя начальника Управления по внутренней политике Тимура Прокопенко, якобы полученной с мобильного телефона последнего и опубликованной в 2015 году хакерской группой «Анонимный интернационал».
В начале 2016 года Ксензов покинул Роскомнадзор и стал заместителем генерального директора «Национальной Медиа Группы», а также вошёл в состав правления Ассоциации кабельного телевидения России. В НМГ Ксензов проработал до сентября 2016 года, после чего перешёл на позицию советника генерального директора компании «Энергия-Телеком» — дочернего предприятия ракетно-космической корпорации «Энергия» имени С. П. Королёва. Позднее в марте 2017 года Ксензов был назначен на должность управляющего директора Департамента информационно-аналитического обеспечения «ВЭБ Капитал», дочернего общества Внешэкономбанка, сохранив позицию в «Энергии-Телеком». В сферу его ответственности вошли связи с общественностью и госорганами, а также информационно-аналитическое обеспечение.
В октябре 2018 года Максим Ксензов был назначен на должность заместителя директора Департамента проектной деятельности Правительства России.
1 апреля 2020 года премьер-министр Михаил Мишустин назначил Максима Ксензова заместителем министра культуры РФ. В новой должности Ксензов курировал киноиндустрию и цифровизацию в культурной сфере. В январе 2021 года в ходе министерской реорганизации число замминистров было сокращено, был освобождён от должности и Максим Ксензов. До 12 мая 2021 Максим Ксензов входил в состав Правительственного совета по кинематографии, при этом он продолжает входить в Совет Федерального фонда социальной и экономической поддержки отечественной кинематографии (Фонд кино). Также является членом Совета директоров АО «Ленфильм».

### Общественная деятельность
Ксензов — увлечённый игрок в гандбол, мастер спорта. Спортивную карьеру начинал в СДЮШОР «Запорожалюминстрой». Выступал за дублирующие составы гандбольных команд высшей лиги Чемпионата СССР по гандболу «ЗИИ» (Запорожье) и ЦСКА (Москва). Затем был игроком основного состава ЦСКА. 
В 2006 году вместе с двукратным олимпийским чемпионом Александром Тучкиным и гандбольным судьёй Валентином Синенко Ксензов выступил учредителем Московской федерации гандбола. Одновременно был избран президентом Московской федерации и вице-президентом Союза гандболистов России.
В мае 2017 года по инициативе Синенко, ранее возглавлявшего федерацию, Ксензов на отчётно-выборной конференции был единогласно избран президентом Московской федерации гандбола сроком на 5 лет.

## Награды
- Благодарность Министра культуры и массовых коммуникаций Российской Федерации (26 декабря 2005 года) — за добросовестный труд и достижение конкретных и значимых результатов для отрасли[18].
- Благодарность Министра культуры и массовых коммуникаций Российской Федерации (6 мая 2006 года) — за добросовестный труд и высокие показатели в служебной деятельности[19].